# Kanton Clervaux
Het kanton Clervaux (Luxemburgs: Kanton Klierf) is het noordelijkste kanton van het Groothertogdom Luxemburg. In het noorden en westen grenst het kanton aan België, in het oosten aan Duitsland en in het zuiden aan de kantons Wiltz, Diekirch en Vianden.

## Onderverdeling
Het kanton Clervaux bestaat uit 5 gemeentes.
1. Clervaux
2. Parc Hosingen
3. Troisvierges
4. Weiswampach
5. Wincrange

Capellen · Clervaux · Diekirch · Echternach · Esch-sur-Alzette · Grevenmacher · Luxemburg · Mersch · Redange · Remich · Vianden · Wiltz

 Europa · Luxemburg · Kantons · Gemeenten 